# 까시
"까시"는 2016년에 개봉한 대한민국의 영화이다.

## 캐스팅
- 권해성 : 진구 역
- 오정태 : 삼봉 역
- 지은서 : 20대세라 역
- 전하라 : 40대세라 역
- 유리경 : 아가씨 역
- 하연지 : 예림 역
- 홍석연 : 세라아빠 역
- 김금순 : 세라엄마 역
- 맹승지 : 다방레지 역
- 정이슬 : 순자 역
- 조혜리 : 은영 역
- 허동원 : 동네형 역
- 변주우 : 내연녀 역
- 우서현 : 마트점원 역